# Sociopolitička organizacija društva
Sociopolitička organizacija društva, su oblici socijalne i političke organizacije ljudskog društva. Njezina osnovna podjela je na oblike:
a) socijalne organizacije kod koje je kroz sistem srodstva ljudski život organiziran kroz većinu njegove povijesti i do danas ostao od vitalnog značaja u svakodnevnom životu u svim društvima. On se temelji na srodničkim grupama koje mogu biti nuklearne ili jezgrovne obitelji, proširene obitelji, proširene obitelji s kolateralnim kućanstvima, te razne grupe drugačijega podrijetla, a to su lineage/loza i klan. 
Nuklearna obitelj je grupa srodnika koja se sastoji od roditelja i zavisne djece, i najrašireniji je u ljudskom društvu. Danas ovaj tip imaju Eskimi ili Inuiti iz sjeverne Kanada, Aljaske, Sibira i Grenlanda. 
Proširena obitelj s nenuklearnim članovima obitelji, i javlja se u dva temeljna tipa: a) proširena obitelj koja uključuje najmanje 3 generacije: djed i baka, otac i majka, braća i sestre, i možda ujaka/strica i tetku. Kolateralno domaćinstvo uključuje i braću/sestre s njihovim bračnimm partnerima i njihovom djecom. Rodbinska loza (eng. lineage) svoje potomstvo vuče po nekom imenovanom pretku, nasljeđe je po ženskoj (matrilineage) i muškoj (patrilineage) liniji a može bit u nekim slučajevima i ambilinearno ili dvojno. Kod klana nalazimo također pretka, realnog ili mitskog ali s nemogućnošću nalaženja genealoške veze. Nasljeđe može biti po matriklanu ili ženskoj liniji i patriklanu ili muškoj liniji.
b) Politička organizacija društva se klasificira se od većine antropologa u dvije šire grupe koje ne moraju nužno evoluirati iz jedne u drugu, to su a) decentralizirane: društvena skupina/banda i pleme, i b) centralizirane: poglavištva ili  'chiefdom'  i države.  
Poglavištvo je organizacija dvije ili više lokalnih grupa pod vodstvom jednog, uvijek nasljednog poglavice (čest primjer u Africi), a prelazi na vlastitog ili sestrinog sina. Poglavica ima autoritet, kontrolira ekonomske aktivnosti cijele zajednice i upravlja viškovima proizvoda koje redistribuira na područja/skupine kojima su potrebna. Svaki vrhovni poglavica ima nekoliko nižih, odnosno po jednoga za svaki 'distikt'.  
Država je najformalnija politička organizacija nastala na određenom teritoriju s političkom moći ili suverenom vlašću centraliziranoj na jednom mjestu i s donesenim zakonskim propisima kojima su regulirana prava i dužnosti državljana. Države mogu biti po političkom uređenju unitarne i federativne, po obliku vladavine republike i monarhije, te po režimu autokratske i demokratske. 